# Heinrich Holfeld
Heinrich Holfeld (25. dubna 1848 Georgswalde – 18. února 1927 Georgswalde) byl rakouský a český politik německé národnosti, na počátku 20. století poslanec Českého zemského sněmu.

## Biografie
Profesně působil jako podnikatel v textilním průmyslu, finančník, byl starostou rodného Georgswaldu (dnes Jiříkov) a čestným občanem města. Starostenský úřad zastával trvale po třicet let. V Georgswaldu vedl také městskou spořitelnu. Byl ředitelem firmy May & Holfeld.
Počátkem 20. století se zapojil i do zemské politiky. Ve volbách v roce 1901 byl zvolen v kurii městské (volební obvod Georgswalde) do Českého zemského sněmu. Politicky patřil k Německé lidové straně (němečtí nacionálové).
Zemřel v únoru 1927.